# Кошки Ултара
«Кошки Ултара» (англ. The Cats of Ulthar), в других переводах «Кошки Ультхара», «Ультарские кошки», «Кошки города Ультар» — короткий рассказ американского писателя ужасов Говарда Филлипса Лавкрафта, написанный 15 июня 1920 года и впервые опубликованный в том же году в ноябрьском номере журнала «Tryout». Позже выходил в журнале «Weird Tales» в феврале 1926 и 1933 годов, после чего был перепечатан в 42 экземплярах в декабре 1935 года. Рассказ относится к «Циклу Снов» и входит в собрание «Дагон и другие жуткие рассказы» (1986). Источником идеи для Лавкрафта послужила его любовь к кошкам, о которой можно судить по его очерку «Кошки и собаки» (1926).

## Сюжет
События происходят в ином мире (в Стране Снов) в городе Ултар, что стоит за рекой Скай. В Ултаре живут простые люди, а в уединённой хижине под раскидистыми дубами ютятся в бедности старик со своей старухой женой, которые ненавидят кошек и ставят на них капканы. Судя по звукам, разносившимся по ночам, конец попавшихся в ловушки животных был ужасен. Горожане сторонятся стариков.
Однажды в Ултар прибывает караван со смуглыми странниками с юга (англ. Wanderers from the South). С ними ехал маленький мальчик по имени Менес, родители которого погибли от чумы. Единственным его утешением был крошечный чёрный котёнок, который исчез в городе на третий день. Горожане поведали плачущему мальчику, что его питомца убили злой старик и его старуха. Мальчик начинает медитацию и, воздав руки к солнцу, начинает читать молитву на неизвестном языке, которая влияет на форму и движение облаков в небе. В облаках возникают призрачные фигуры экзотических существ, гибридных созданий, увенчанных рогами, которые соединялись с диском. Похоже, что на всех кошек Ултара воздействуют некие сверхъестественные силы. Вскоре после этого странники покидают Ултар.
Ночью все кошки в Ултаре исчезают, а хозяева не надеются увидеть их вновь живыми. Мальчик Атал замечает, что кошки следуют к лачуге старика по двое в ряд, словно, исполняя некий ритуал. Утром все кошки возвращаются домой живыми и невредимыми, при этом, необычайно сытыми. Вечером в окошках хижины зловещей четы не зажигается огонь. На следующий день бургомистр Кренон, вместе с кузнецом Шенгом и камнетёсом Тулом, находят в лачуге два обглоданных скелета. Среди жителей было много толков о старике и его старухе. В конце концов бургомистр издал указ, который гласил: никто в Ултаре не смеет убить кошку.

## Персонажи
- Старик Коттер и его жена (англ. Old Cotter and his wife) — бедные и злые старики. На английском слово «Cotter» также означает «бедняк-арендатор».
- Менес (англ. Menes) — маленький мальчик сирота, который произнёс на неизвестном языке молитву, что вызвала в небе очертания фигур гибридных созданий, увенчанных рогами с диском.
- Смуглые странники (англ. Dark people) — отличались от обычного кочевого люда, что проходил здесь дважды в год. Предсказывали судьбу за серебро и читали странные молитвы. На их повозках были изображены диковинные фигуры с человеческими туловищами и головами кошек, ястребов, баранов, львов. Предводитель каравана носил головной убор с двумя рогами и причудливым диском между ними.
- Малыш Атал (англ. Little Atal) — маленький сын хозяина гостиницы; появляется также в произведениях «Иные боги» и «Сомнамбулический поиск неведомого Кадата».
- Кренон (англ. Kranon) — бургомистр Ултара.
- Другие горожане: кузнец Шенг, резчик по камню; Тул, следователь; нотариус Зат; Нит (англ. Shang, Thul, Zath, Nith).
- Кошки (англ. Cats) — душа Древнего Египта, хранители легенд забытых городов Мероэ (англ. Meroe) и Офира (англ. Ophir). Кошка — родственница властелина джунглей и наследница тайн древней загадочной Африки. Сфинкс — двоюродный брат кошки; они говорят на одном языке, но кошка древнее Сфинкса и помнит то, что он уже позабыл.

## Вдохновение
В мае 1920 года Лавкрафт изложил сюжет «Кошек Ултара» своему другу Райнхарту Клейнеру, а 15 июня того же года рассказ был написан — через пять месяцев после рассказа «Страшный старик» . Это любимый рассказ Лавкрафта, он остался популярным после смерти автора и считается одним из лучших его рассказов раннего периода. Некоторые аспекты «Кошек Ултара» упоминаются в последующих произведениях, таких как «Иные боги» и «Сомнамбулический поиск неведомого Кадата».
Лавкрафт заимствует некоторые литературные аспекты у лорда Дансени, — «мотив мести» и «тяжёлый тон» повествования. Странники с Юга похожи на персонажей, которые появляются в раннем рассказе Дансени «Праздные дни в Янне» (1910). Следующий «дансианский» рассказ Лавкрафта — «Селефаис» — критик С. Т. Джоши назвал «одним из лучших и наиболее значительных».
Имя «Менес» — имя легендарного фараона Менеса, основателя I династии, объединившего Верхний и Нижний Египет. В Древнем Египте кошки считались священными животными и их было запрещено убивать. В рассказе «темнокожие странники» носят странные одежды, а их «повозки украшают странные фигуры с человеческим торсом и головами кошек, соколов, баранов, львов». Также имя Менес может быть ссылкой на заглавного героя пьесы Дансени «Король Аргименес» (1914) .
Лавкрафт упоминает забытые города Мероэ (англ. Meroe) и Офир (англ. Ophir).
Некоторые критики отмечают, что мотив кошек вдохновлён историей, изложенной древнегреческим историком Диодором Сицилийским, который посетил Египет около 59 года до н. э., и писал, как там убили римского солдата за расправу, учинённую им над священным животным — кошкой.

## Наследие
Лавкрафт питал горячую симпатию к кошкам. Ряд современных критиков считают это произведение одной из лучших его «дансенианских» работ (с этой оценкой совпадало и мнение самого автора). Другие критики определяют этот рассказ как одно из самых известных произведений Лавкрафта, которые соответствуют стилю Дансени и «Странной фантастики». Литературный критик Даррелл Швейцер, однако, полагает, что «Кошки Ултара» напоминают Дансени только «настроением и исполнением», причём «рассказ не имеет очевидных параллелей ни с одной работой Дансени». Швейцер называет прозу «сдержанной» и подчёркивает, что Дансени, в отличие от Лавкрафта, предпочитал собак и вряд ли стал бы отдавать такую восторженную дань уважения питомцам. Иную позицию занимает С. Т. Джоши: на его взгляд, «рассказ больше обязан Дансени, чем многие из других "дансанианских" творений» Лавкрафта.
Кэтрин М. Роджерс обращает внимание на то, что «не менее оригинальным способом» выступают крысы в рассказе Лавкрафта «Крысы в стенах» 1923 года.

## География
- Ултар (англ. Ulthar) — город в Стране снов, который расположен за рекой Скай (англ. Skai). В Ултаре жили простые люди, в нем были узкие, мощённые булыжником улицы, площадь, там имелись рынок, гостиница, здания, в которых размещались администрация, нотариус, полиция, кузница и мастерская. Город безопасен для большинства путешественников; кошек там почитают как священных животных.
- Хатег (англ. Hatheg) — город по соседству с Ултаром, где торговцы обсуждали законы Ултара.
- Нир (англ. Nir) — город по соседству с Ултаром, который посещали путешественники оттуда.
- Юг (англ. South) — земли, из которых пришли смуглолицые странники; описывается в рассказе «Белый корабль».

## Связь с другими произведениями
До рассказа «Кошки Ултара» Лавкрафт написал несколько рассказов в стиле Дансени: «Белый корабль», «Карающий Рок над Сарнатом», «Страшный старик», «Дерево», «Улица».
Фраза «Кошка древнее Сфинкса и помнит то, что он уже позабыл» напоминает похожую из рассказа «Память».
Мальчик Атал — сын хозяина гостиницы, позже появится в «Иные боги» (1921), когда он уже взрослый. Атал становится учеником Барзая Мудрого и путешествует с ним в поисках бого. Барзай упоминает указ, запрещающий убивать кошек в Ултаре.
в повести «Сомнамбулический поиск неведомого Кадата» (1927) Атал появляется как 300-летний старик и жрец в храме Старших богов. В повести Рэндольф Картер, спустя три века после событий, описанных в «Кошках Ултара», посещает Ултар, по-прежнему густо населённый кошачьими. Упомянут, в частности, и «крошечный чёрный котёнок» (также аллюзия на «Кошек Ултара»), на которого кровожадно посматривали «самые безрассудные из молодых Зугов» (фантастические существа, которые охотятся на кошек), которые за это поплатились. «Картер более всего на свете любил черных котят». Оказавшись в трудной ситуации на Луне, Картер призывает на помощь кошек, которые изящным прыжком переносят его на Землю. 

## Комментарии
1. ↑  Здесь и далее все имена и названия приводятся по переводу Валерии Бернацкой.